# カレブ・カナレス
ビクター・カレブ・カナレス  (Victor Kaleb Canales 1978年7月7日 - )は、アメリカ合衆国・テキサス州ラレド出身のバスケットボール指導者。ポートランド・トレイルブレイザーズの暫定ヘッドコーチなどを務めた。

## 来歴
カレブ・カナレスはメキシコとの国境に接するテキサス州ラレドで生まれ育ち、大学はテキサス大学アーリントン校に在学。大学卒業後はラレドに戻り、地元の高校でコーチキャリアを開始。2003年から1年間は母校のテキサス大学アーリントン校のアシスタントコーチを務めた。
2005年、ポートランド・トレイルブレイザーズにビデオコーディネーターとして入団。その後2008年にアシスタントコーチに就任。若手選手の育成に尽力し、2010年のNBAサマーリーグではブレイザーズのヘッドコーチを務めた。
2012年3月15日、ネイト・マクミランHCが解任されたのに伴い、暫定HCに昇格。当時33歳の若さとリーグ初のメキシコ系アメリカ人のヘッドコーチとしても注目されたが、それまでの悪い流れを変えることは出来ず、暫定コーチでの成績は8勝15敗で終了。シーズンオフにテリー・ストッツ新HC就任に伴い、アシスタントコーチに復帰。2012-2013シーズン終了後に退任した。
2013年5月3日、ダラス・マーベリックスのアシスタントコーチに就任した。